# Голіна-Кольонія
Голіна-Кольонія (пол. Golina-Kolonia) — село в Польщі, у гміні Голіна Конінського повіту Великопольського воєводства.
Населення — 303 особи (2011).
У 1975-1998 роках село належало до Конінського воєводства.

## Демографія
Демографічна структура станом на 31 березня 2011 року:
|          | Загалом | Допрацездатний вік | Працездатний вік | Постпрацездатний вік |
| -------- | ------- | ------------------ | ---------------- | -------------------- |
| Чоловіки | 148     | 35                 | 98               | 15                   |
| Жінки    | 155     | 30                 | 90               | 35                   |
| Разом    | 303     | 65                 | 188              | 50                   |